# Pluduno
Pluduno korábbi község Franciaországban, Côtes-d’Armor megyében. Lakosainak száma 2205 fő (2022. január 1.). Pluduno Bourseul, Landébia, Plancoët, Pléven, Plorec-sur-Arguenon, Saint-Lormel és Saint-Pôtan községekkel határos.
2025. január 1-jén Pléven korábbi községgel egyesült és az így létrejött Val-d’Arguenon új község része lett.

## Népesség
A település népességének változása:
| Lakosok száma | 1389 | 1578 | 1692 | 1858 | 2148 | 2179 | 2193 | 2188 | 2216 | 2205 |
|               | 1968 | 1982 | 1990 | 2006 | 2013 | 2015 | 2017 | 2019 | 2020 | 2022 |